# Ahmed Khalil (football, 1991)
Pour les articles homonymes, voir Ahmed Khalil et Khalil.
Ahmed Khalil Al-Junaibi est un footballeur émirati né le 8 juin 1991 à Charjah. Il évolue au poste d'attaquant avec le Al-Ahli Dubaï.

## Biographie

### Jeunesse
Ahmed Khalil est né le 8 juin 1991 à Charjah, il vient d’une famille de footballeur. Son père, Khalil Sebait, est un ancien joueur d’un ancien club de football quand il était au Koweït. Ses frères Fahd, Fouad (qui a pris sa retraite), Faisal, Fathi et Mohamed ont tous joués comme lui dans le club de  Al-Ahli.
Ahmed a commencé sa carrière dans le Fort Rouge à l'âge de huit ans. Le 13 mai 2007, (à 16 ans) en 89 min 3 s, Ahmed a marqué son premier but pour le club et dans la ligue, lors d'une victoire 4-1 sur l’équipe Al Wahda.

## Palmarès

### Club
- Championnat des Émirats arabes unis : 2016
- Coupe des Émirats arabes unis : 2008
- Supercoupe des Émirats arabes unis : 2008

### En sélection nationale
- Troisième de la Coupe d'Asie 2015.

### Distinctions personnelles
- Co-meilleur buteur des éliminatoires de la Coupe du monde 2018 : zone Asie (16 buts), avec Mohammad al-Sahlawi
- Co-meilleur buteur des éliminatoires de la Coupe du monde 2018 (16 buts), avec Robert Lewandowski et Mohammad al-Sahlawi